# درو كامبرلاند
درو كامبرلاند (بالإنجليزية: Drew Cumberland)‏ هو لاعب كرة قاعدة أمريكي، ولد في 13 يناير 1989 في Pace, Florida ‏ في الولايات المتحدة.

## وصلات خارجية
- درو كامبرلاند على موقعبيزبول رفرنس.كوم (الدوري الثانوي) (الإنجليزية)